# エリザベッタ・テレーザ・ディ・ロレーナ
エリザベッタ・テレーザ・ディ・ロレーナ（Elisabetta Teresa di Lorena, 1711年10月15日 - 1741年7月3日）は、サルデーニャ王カルロ・エマヌエーレ3世の3番目の妃。ロレーヌ公レオポルトと妃エリザベート・シャルロット・ドルレアンの娘で、フランス名はエリザベート・テレーズ・ド・ロレーヌ（Élisabeth Thérèse de Lorraine）、ドイツ名はエリーザベト・テレーゼ・フォン・ロートリンゲン（Elisabeth Therese von Lothringen）。兄にのちの神聖ローマ皇帝フランツ1世、弟にオーストリアの将軍やネーデルラント総督を務めたカール（シャルル）がいる。

## 生涯
リュネヴィル城に生まれる。1737年、ともに母方の従兄妹であるカルロ・エマヌエーレ3世と結婚した。2人の間には2男1女が生まれた。
- カルロ（1738年 - 1745年）
- ヴィットーリア（1740年 - 1742年）
- ベネデット（1741年 - 1808年） - シャブレー公

カルロ・エマヌエーレの最初の妃クリスティーナ・ルイージャ・ディ・バヴィエラ（1704年 - 1723年）、2番目の妃ポリッセナ・ダッシア＝ローテンブルグ（1706年 - 1735年）のいずれも早世していたが、エリザベッタ・テレーザも末子ベネデットの出産後間もなく29歳で死去した。
| エリザベッタ・テレーザ・ディ・ロレーナ ロレーヌ家 1711年10月15日 - 1741年7月3日 |                                              |                                             |
| イタリア王室                                                                    |                                              |                                             |
| 先代 ポリッセナ・ダッシア＝ローテンブルグ                                       | サルデーニャ王妃 1737年4月1日 – 1741年7月3日 | 次代 マリーア・アントニア・ディ・スパーニャ |